# Quadrangle d'Hellas

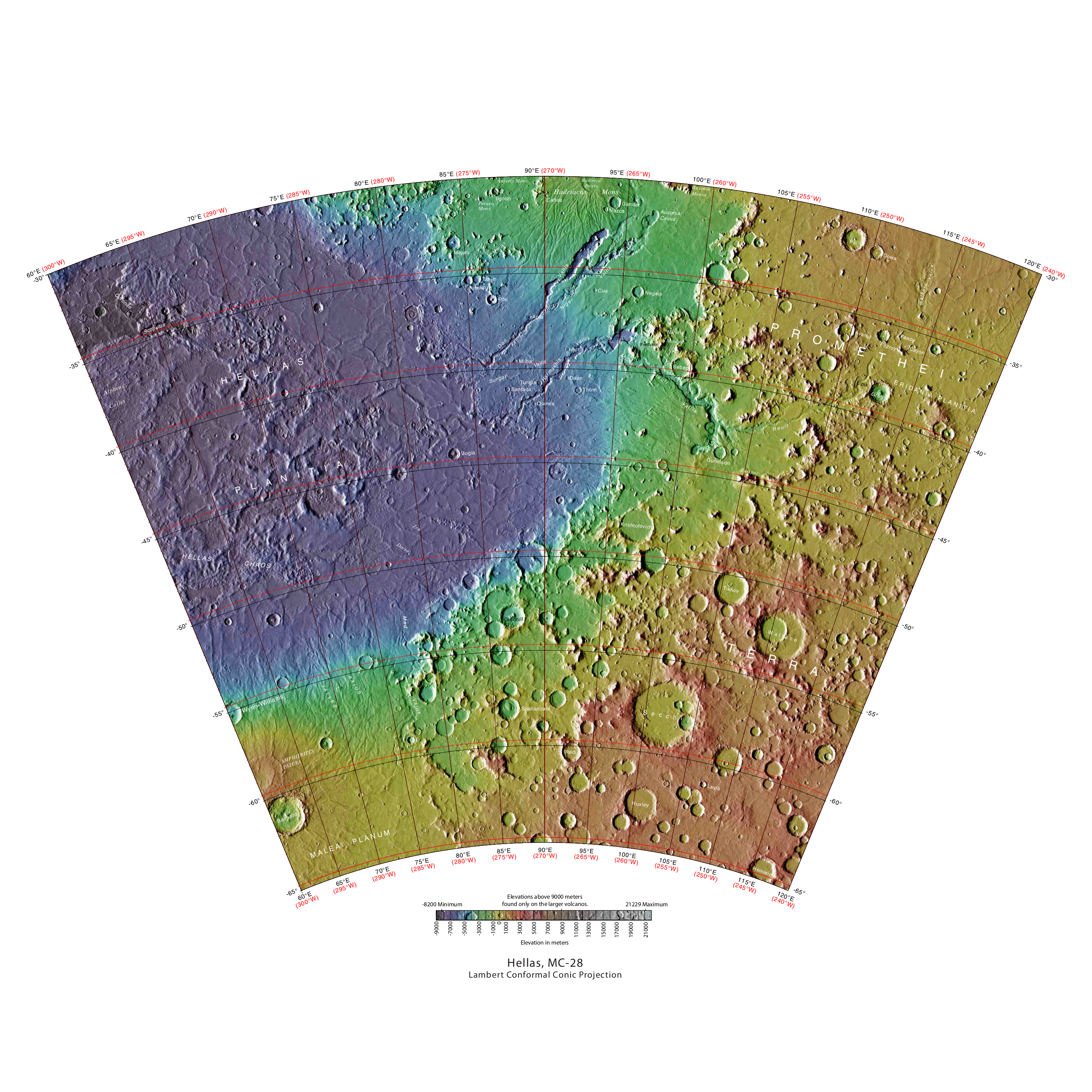
Quadrangle d'Hellas

Dans le cadre de la géographie de la planète Mars, le quadrangle d'Hellas — également identifié par le code USGS MC-28 — désigne une région martienne définie par des latitudes comprises entre 30º et 65º S et des longitudes comprises entre 60º et 120º E. 